# Meilleur joueur étranger de l'année de Serie A
Le titre de meilleur joueur étranger de Serie A (italien : Migliore calciatore straniero) est un trophée annuel organisée par l'Associazione Italiana Calciatori (Association italienne des footballeurs) donné au joueur non italien évoluant dans le championnat d'Italie ayant effectué les meilleures prestations. Ce trophée fait partie des « Oscar del calcio. »
À partir de 2011, les oscars du calcio sont remplacés par le Gran Galà del calcio AIC (it) où l'on désigne une équipe type avec le meilleur joueur étranger.

## Palmarès

### Par édition
| Année | Joueur             | Club              |
| ----- | ------------------ | ----------------- |
| 1997  | Zinédine Zidane    | Juventus          |
| 1998  | Ronaldo            | Inter Milan       |
| 1999  | Gabriel Batistuta  | Fiorentina        |
| 2000  | Andriy Shevchenko  | Milan AC          |
| 2001  | Zinédine Zidane    | Juventus          |
| 2002  | David Trezeguet    | Juventus          |
| 2003  | Pavel Nedvěd       | Juventus          |
| 2004  | Kaká               | AC Milan          |
| 2005  | Zlatan Ibrahimović | Juventus          |
| 2006  | Kaká David Suazo   | AC Milan Cagliari |
| 2007  | Kaká               | AC Milan          |
| 2008  | Zlatan Ibrahimović | Inter Milan       |
| 2009  | Zlatan Ibrahimović | Inter Milan       |
| 2010  | Diego Milito       | Inter Milan       |

### Par club
| Club        | Joueurs | Total |
| ----------- | ------- | ----- |
| Juventus    | 4       | 5     |
| AC Milan    | 3       | 5     |
| Inter Milan | 3       | 4     |
| Fiorentina  | 1       | 1     |
| Cagliari    | 1       | 1     |

### Par pays
| Pays      | Joueurs | Total |
| --------- | ------- | ----- |
| France    | 2       | 3     |
| Brésil    | 2       | 4     |
| Argentine | 2       | 2     |
| Suède     | 1       | 4     |
| Tchéquie  | 1       | 1     |
| Honduras  | 1       | 1     |

### Par poste
| Poste             | Joueurs | Total |
| ----------------- | ------- | ----- |
| Attaquant         | 7       | 10    |
| Milieu de terrain | 3       | 6     |